# Josep Maria Pla i Mateu
Josep Maria Pla i Mateu (Tarragona, 18 de març del 1889 - Barcelona, 18 de març del 1967) va ser compositor i violinista. Feia servir el pseudònim de Gustave Douvel.
Va ser membre de diferents conjunts musicals i orquestres, com el Sextet del Cinema Catalunya (1918-1932) i l'Orquestra del Liceu.

## Obres

### Sardanes
(selecció)
- Agredolça (1927)
- Bosc endins
- La capona
- Nostra rambla (1954)
- Quan mon promès vindrà (1960), premi Barcino 1959
- Record de Sant Romà de Sau (1962), finalista del Premi Joaquim Serra 1961
- Santa Tecla
- La sardana d'En Maginet
- La sardana de l'amor (1962)
- La sardana de les Santes (1960)
- Tardor (1927)

### Veu i piano
- La cançó de les preguntes, amb lletra de Josep Maria de Sagarra
- Farigola i romaní, amb lletra d'A. Lloveras
- Gitanerías
- L'infant com dorm
- La lluna, la bruna
- Romanç del primer fill a pagès, amb lletra de Miquel Saperas
- Sóc mig parisenca, lletra de Juan Misterio, música de P.Moltó i J.M.Pla
- T'he donat el blau dels meus ulls clars
- El teu somriure és mirallet del cor

### Música de cambra
- Quartet en si

### Orquestra
- Impromtu i scherzo (1948)
- Suite bíblica
- Suite camperola